# 美国大豆协会
美國大豆協會（英語：American Soybean Association，簡稱ASA，是美國21000家大豆生產者組成的協會，约翰·海斯多弗为现任協會主席。
美國大豆協會的目標包括政策的制定和執行，每年進行一次代表投票和會議，在那裏制定政策目標。美國大豆協會在美国国会出席聽證後，遊說國會和行政部門。